# Districte de Bobigny
El Districte de Bobigny és un dels tres districtes amb què es divideix el departament francès de Sena Saint-Denis. Des del 2017 té 6 cantons i 9 municipis.
El cap del districte és la prefectura de Bobigny

## Composició

### Cantons
- Bagnolet
- Bobigny
- Bondy (partly)
- Montreuil-1 (en part)
- Montreuil-2
- Pantin

### Municipis
Els municipis del districte de Bobigny, i el seu codi INSEE, son:
1. Bagnolet (93006)
2. Bobigny (93008)
3. Bondy (93010)
4. Les Lilas (93045)
5. Montreuil (93048)
6. Noisy-le-Sec (93053)
7. Pantin (93055)
8. Le Pré-Saint-Gervais (93061)
9. Romainville (93063)